# Продуктивност (почва)
Вижте пояснителната страница за други значения на Продуктивност.
Под продуктивност на почвата се разбира свойството ѝ да дава добив от дадено насаждение при определени климатични условия и агротехника. Има разлика между плодородие и продуктивност на почвата. Плодородната почва не при всички условия е продуктивна. Но продуктивната почва при определени условия е винаги плодородна.
Почвеното плодородие се измерва с добива, но то зависи не само от ефективното плодородие, но и от въздействието на човека, климата, биологичните възможности на насажденето, прилаганата агротехника и други подобни фактори. Величината добив може да служи като мярка само ако почвите се сравняват при еднакви условия – една и съща почва при различни условия може да даде твърде различен добив.